# Olpeta
L'Olpeta è un fiume del Lazio, affluente più importante del Fiora.

## Descrizione
Nasce dal Lago di Mezzano, del quale è l'unico emissario, in provincia di Viterbo. 
Dopo aver descritto un grande arco attraverso la Caldera di Latera, delimita il versante meridionale della Selva del Lamone scorrendo incanalato nel tufo e formando numerose cascate, bagna i resti dell'antica Castro e si immette nel Fiora presso l'antico ponte di San Pietro che segnava, fin dal 15º secolo, il confine tra Repubblica di Siena e Stato della Chiesa.
Lungo in tutto 32 km, il suo corso, durante il quale attraversa i territori comunali di Valentano, Latera, Ischia di Castro e Farnese, è in parte compreso entro il Sic (sito d'interesse comunitario) del sistema fluviale Fiora-Olpeta, per via dell'estrema rilevanza dei suoi ambienti e della sua fauna, dove si registra la presenza della lontra, una delle poche registrate in Italia.